# Ломкаці Семен Ілліч
Семен Ілліч Ломкаці (19 червня 1899, Земо-Ходашені) — радянський вчений в галузі агротехніки винограду. Доктор сільськогосподарських наук.

## Біографія
Народився 19 червня 1899 року в селі Земо-Ходашені (тепер Ахметський муніципалітет, Кахеті, Грузія). 1925 року закінчив агрономічний факультет Тбіліського державного університету. Працював педагогічній і науково-дослідній роботі. У 1966—1974 роках — завідувач відділу освоєння гірських схилів під багаторічні культури Грузинського науково-дослідного інституту садівництва, виноградарства і виноробства, з 1974 року — науковий консультант цього ж відділу.
Нагороджений орденом «Знак Пошани».

## Наукова діяльність
Вніс значний внесок в розвиток і розробку наукових і практичних основ агротехніки винограду. Ним розроблені нові методи формування та обрізки кущів, щеплених виноградних саджанців і інше. Автор понад 100 наукових робіт. Серед них:
- Передовая агротехника плодоносящих виноградников. — В кн.: Научная сессия, посвященная достижениям биологических наук и задачам виноградарства: Тезисы докл. и план работы 5—6 дек. 1948 года. Телави, 1948(груз.);
- Освоение склонов под сады и виноградники. — Тбилиси, 1980(груз.);
- Защита виноградников от града. — Виноделие и виноградарство СССР, 1982, № 4 (у співавторстві).